# 睦進恭
睦 進恭（ぼく しんきょう、목진공; モク チンゴン、? - 1426年）は、 朝鮮の文臣である。本貫は泗川である。

## 生涯
高麗の郎将同正睦孝基（朝: 목효기）の7世孫である。
太宗朝で、大護軍、義興府鎮撫、判典祀寺事、右副代言などを歴任し（1409年 - 1417年）、1417年（太宗17年）、京畿道観察使となって、表裏を下賜された。
1421年（世宗3年）、江原道都観察使を務め、1422年、戸曹参判に昇ってから、1426年、卒すると、世宗が香典を遣わせた。